# Leszcze (województwo świętokrzyskie)
Leszcze – wieś sołecka w Polsce położona w województwie świętokrzyskim, w powiecie pińczowskim, w gminie Pińczów.
Na terenie Leszcz znajduje się czynna kopalnia gipsu oraz dwa zakłady przetwarzające wydobywany tam gips.
W latach 1975–1998 miejscowość administracyjnie należała do województwa kieleckiego.
| SIMC    | Nazwa | Rodzaj             |
| ------- | ----- | ------------------ |
| 0263107 | Górki | część miejscowości |